# A. C. Schiffler
Andrew Charles Schiffler (* 10. August 1889 in Wheeling, West Virginia; † 27. März 1970 ebenda) war ein US-amerikanischer Politiker. Zwischen 1939 und 1941 und nochmals von 1943 bis 1945 vertrat er den ersten Wahlbezirk des Bundesstaates West Virginia im US-Repräsentantenhaus.

## Werdegang
A. C. Schiffler besuchte die öffentlichen Schulen seiner Heimat. Nach einem anschließenden Jurastudium und seiner im Jahr 1913 erfolgten Zulassung als Rechtsanwalt begann er in Wheeling in seinem neuen Beruf zu praktizieren. Zwischen 1918 und 1922 war er im nördlichen Bezirk des Staates West Virginia als Konkursverwalter tätig; von 1925 bis 1932 war er Bezirksstaatsanwalt im Ohio County.
Schiffler war Mitglied der Republikanischen Partei. Zwischen 1936 und 1938 war er Parteivorsitzender im Ohio County. 1938 wurde er im ersten Distrikt von West Virginia in das US-Repräsentantenhaus in Washington gewählt. Dort trat er am 3. Januar 1939 die Nachfolge des Demokraten Robert L. Ramsay an, den er bei der Wahl geschlagen hatte. Da er aber im Jahr 1940 bei den nächsten Wahlen Ramsay unterlag, konnte er bis zum 3. Januar 1941 zunächst nur eine Legislaturperiode im Kongress absolvieren. Bei den Wahlen des Jahres 1942 kam es erneut zum Duell mit Ramsay. Dabei konnte Schiffler sein zwei Jahre zuvor verlorenes Mandat zurückgewinnen und zwischen dem 3. Januar 1943 und dem 3. Januar 1945 eine weitere Legislaturperiode im Kongress verbringen. Diese war von den Ereignissen des Zweiten Weltkrieges überschattet. Bei den Wahlen des Jahres 1944 verlor Schiffler gegen Matthew M. Neely.
Nach dem Ende seiner Zeit im Kongress arbeitete Schiffler bis zu seinem Tod im Jahr 1970 als Anwalt in Wheeling.